# Zambia Airways
The new wings of Africa
Zambia Airways est la compagnie aérienne nationale de la Zambie. La compagnie aérienne est basée à Lusaka avec son hub à l'aéroport international Kenneth Kaunda.
À l'origine, la compagnie aérienne a été fondée en avril 1964 et a été liquidée par le gouvernement en décembre 1994 en raison de problèmes politiques. Elle a été relancée avec l'aide d'Ethiopian Airlines et de la Zambian Industrial Development Corporation le 1er décembre 2021. Le gouvernement a pris 55% du capital de Zambia Airways nouvellement relancée et Ethiopian Airlines 45%. La compagnie éthiopienne a prévu de mettre en place des hubs sur tout le continent dans un plan de 15 ans appelé Vision 2025 qui le verra devenir le premier groupe aéronautique en Afrique.
La compagnie aérienne vise à exploiter six avions, quatre Dash 8-400 et deux B737-800, et veut transporter plus de 700 000 passagers d'ici 2027.

## Histoire

### Zambia Airways (1964-1994)
Zambia Airways a été créée en avril 1964. Deux Douglas DC-3 et trois de Havilland DHC-2 Beaver ont été transférés de CAA (Central African Airways). Les Beavers étaient destinés à opérer sur des services intérieurs en partant du principe que les revenus générés par ces services resteraient avec la compagnie aérienne. D'autre part, les DC-3 effectueraient des vols transfrontaliers. Les opérations ont commencé le 1er juillet 1964 desservant la ligne Salisbury - Kariba - Lusaka - Ndola - Kitwe. En novembre de la même année, la compagnie a introduit le service Ndola – Lumumbashi. Les routes intérieures n'étaient généralement pas rentables et elles étaient soutenues par les bénéfices générés par les opérations internationales de la CAA (qui était à l'origine de la compagnie).
En mars 1990, le poste de président était occupé par Michael S. Mulenga et le nombre d'employés était de 2134. À cette époque, le réseau du transporteur comprenait des points nationaux ainsi que Bombay (Mumbai), Dar-es-Salaam, Entebbe, Francfort, Gaborone, Harare, Djeddah, Londres, Manzini, Nairobi, New York et Rome. La flotte était composée de deux ATR-42, de deux Boeing 737, d'un DC-8 et d'un McDonnell Douglas DC-10. Un cargo Boeing 757 loué à Ansett Worldwide Aviation a fait de Zambia Airways le deuxième transporteur non américain, après Ethiopian Airlines, à exploiter ce type. En mars 1991, en raison de difficultés financières, la compagnie aérienne a fermé ses bureaux à New York et à Tokyo, mis fin aux services transatlantiques vers New York et abandonné ses projets de vol vers Bangkok. Les mesures de réduction des coûts ont également entraîné le licenciement d'un certain nombre d'employés. Les services à Lubumbashi ont été réintroduits en 1992 après que la guerre a forcé leur suspension.
Zambia Airways a cessé ses activités en décembre 1994. Les dettes et les pertes croissantes ont forcé le gouvernement à mettre la compagnie aérienne en liquidation ce mois-là.

### Zambia Airways (depuis 2021)
Le 24 octobre 2018, la Zambie devait relancer l'ancienne compagnie aérienne nationale, Zambia Airways, mais la compagnie aérienne n'a démarré que le 1er décembre 2021 en raison de longs retards du gouvernement et de la pandémie de COVID-19. Le 20 août 2018, Ethiopian Airlines a signé un accord définitif avec la Zambian Industrial Development Corporation (IDC), pour acquérir une participation de 45% dans le transporteur aérien relancé pour 30 millions de dollars. Le plan est de commencer par les routes locales et régionales et de s'étendre aux routes intercontinentales plus tard. Les compagnies aériennes remaniées prévoient d'exploiter 12 avions d'ici 2028. Cependant, au début de 2019, la relance a été retardée une deuxième fois car le nouveau conseil d'administration de la compagnie aérienne ne s'était pas réuni. Le 8 août 2019, le gouvernement zambien a une nouvelle fois retardé la relance de la compagnie aérienne après que le Centre zambien pour la politique commerciale et le développement (CTPD) a envoyé un message indiquant que la compagnie aérienne ne devrait pas être relancée tant que la Zambie ne serait pas dans une meilleure situation économique. La compagnie aérienne, en partenariat avec Ethiopian Airlines, a envoyé 25 agents de bord le 18 septembre 2019 à l'Ethiopian Aviation Academy pour un programme de formation de trois mois. En outre, le PDG de Zambia Airways, Bruk Endeshaw, a déclaré que la compagnie aérienne contribuerait à la croissance de l'économie de la Zambie et ramènerait l'industrie aéronautique zambienne à ses jours de gloire. La compagnie reprends officiellement ses activités avec un seul avion - un Dash 8-400 - en décembre 2021. Elle reçoit un Boeing 737-800 durant le 1er trimestre de 2023.

## Destinations
| Pays           | Ville        | Aéroport                                     | Notes | Références |
| -------------- | ------------ | -------------------------------------------- | ----- | ---------- |
| Afrique du Sud | Johanesbourg | Aéroport international O.R.-Tambo            |       | [ 6 ]      |
| Zambie         | Livingstone  | Aéroport international Harry Mwanga          |       |            |
| Zambie         | Lusaka       | Aéroport international Kenneth Kaunda        | Hub   |            |
| Zambie         | Mfuwe        | Aérodrome de Mfuwe                           |       |            |
| Zambie         | Ndola        | Aéroport international Simon Mwansa Kapwepwe |       |            |
| Zambie         | Solwezi      | Aéroport de Solwezi                          |       | [ 7 ]      |
| Zimbabwe       | Harare       | Aéroport international d'Harare              |       |            |

## Flotte
Zambia Airways opère les appareils suivants en mars 2023 :
| Appareils                      | En service | Commandes | Passagers          | Passagers          | Passagers          | Notes                                                                |
| Appareils                      | En service | Commandes | C                  | Y                  | Total              | Notes                                                                |
| ------------------------------ | ---------- | --------- | ------------------ | ------------------ | ------------------ | -------------------------------------------------------------------- |
| Boeing 737-800                 | —          | —         | Aucune information | Aucune information | Aucune information | 1 appareil livré en 2023. Débute les opérations au 2e trimestre 2023 |
| De Havilland Canada Dash 8-400 | 1          | —         | —                  | 78                 | 78                 |                                                                      |
| Total                          | 1          | 0         |                    |                    |                    |                                                                      |